# José Ramón Rodil Campillo

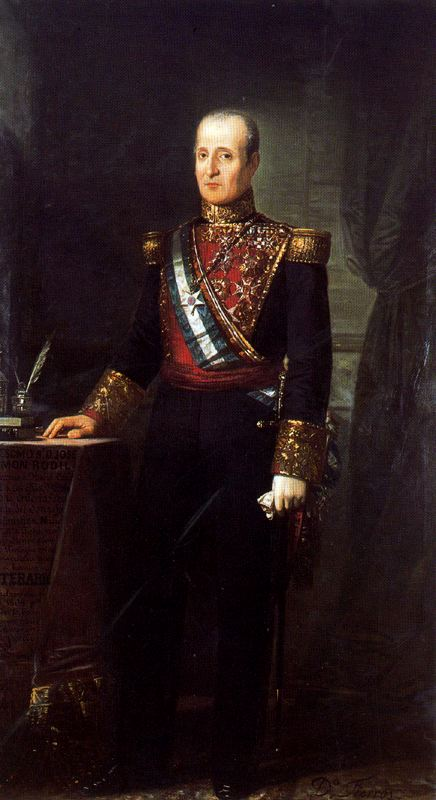
Don José Ramón Rodil y Campillo

José Ramón Rodil y Campillo Galloso (Gayoso), ab 1831 Marqués (Markgraf) von Rodil (* 5. Februar 1789 in Santa María de Trobo, Provinz Lugo; † 20. Februar 1853 in Madrid), war ein spanischer Kolonialoffizier, Politiker und Militär. Er verteidigte von 1824 bis 1826 die letzte spanische Festung in Südamerika und wurde im Ersten Carlistenkrieg christinischer Heerführer. In den 1830er und 1840er Jahren war er Mitglied der Cortes und amtierte 1836 zweimal für kurze Zeit als Kriegsminister. Während der Herrschaft Esparteros wurde er 1842/43 für ein knappes Jahr Ministerpräsident Spaniens. Nach dem Sturz seiner Regierung baute er die spanische Grenzpolizei auf und wurde 1849 Senator auf Lebenszeit.

## Leben

### Unabhängigkeitskrieg in Spanien
Beim Ausbruch des Spanischen Unabhängigkeitskrieges war Rodil Campillo Student an der Universität Santiago de Compostela, an der sich wie an vielen spanischen Universitäten spontan Freiwilligeneinheiten für den Kampf gegen die französische Besatzung unter König Joseph Bonaparte bildeten. Wie heute bekannt, studierte er dort nicht wie lange angenommen Rechtswissenschaften, sondern kam als Seminarist des Priesterseminars von Mondoñedo nach Santiago, um Theologie zu studieren und Priester zu werden. Rodil trat 1808 nur wenige Monate nach seiner Ankunft in Santiago in das Freiwilligenbataillon der Literarischen Fakultät (Batallón Literario) ein und nahm unter anderem an der Schlacht von Espinosa de los Monteros bei Burgos und weiteren Gefechten teil. Im Juli 1809 kämpfte er als Unterleutnant unter dem Befehl von Pablo Morillo in seiner Heimat Galicien bei der Verteidigung von Puentesampayo bei Pontevedra gegen die Truppen des Marschalls Ney und nahm anschließend am Marsch zur Befreiung von Santiago de Compostela und an den nachfolgenden Kampfhandlungen im Norden Spaniens bis zur Beendigung des Krieges 1814 teil, darunter auch die Belagerung von Bayonne in Südfrankreich.

### Unabhängigkeitskrieg in Südamerika

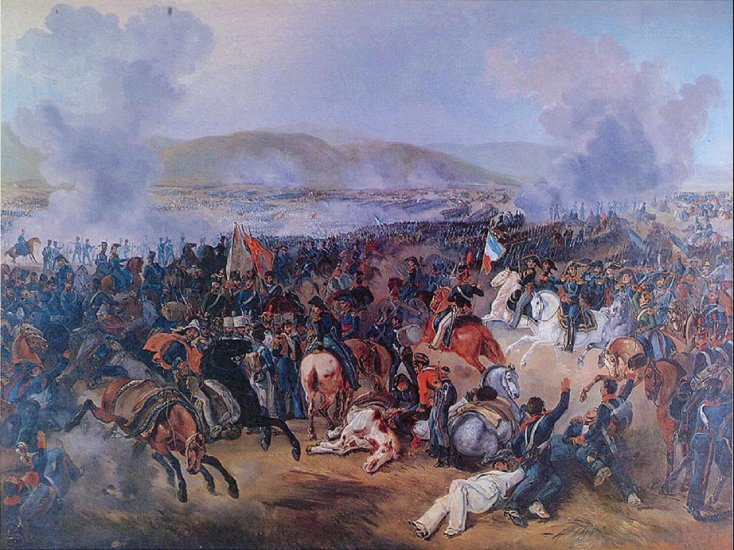
Die Schlacht von Maipú (1818)

1816 kam er als Offizier des Infanterieregiments Real Infante Don Carlos unter dem Kommando von Juan Antonio Monet mit spanischen Verstärkungen nach Südamerika und wurde nach der Ankunft in Callao im Vizekönigreich Peru im Frühjahr 1817 in das Heer des spanischen Vizekönigs José de la Serna eingegliedert. Im selben Jahr wurde er zum Major befördert und erhielt die Aufgabe, ein neues Bataillon in Arequipa aufzubauen. Zu diesem Zweck begab er sich zusammen mit den Rekruten auf die kleine Insel Alacrán vor der Hafenstadt Arica. Nach Beendigung der Ausbildung führte er das Bataillon zur Verstärkung der spanischen Truppen im Generalkapitanat Chile unter dem Kommando von Mariano Osorio in den Kämpfen gegen die patriotischen Kräfte unter Bernardo O’Higgins und José de San Martín. Im März und April 1818 nahm er als Bataillonskommandeur an den Kämpfen bei Talca und den verlustreichen Schlachten von Cancha Rayada und Maipú gegen die independentistische Andenarmee teil.
Nach dem Rückzug der Royalisten aus Chile kehrte Rodil nach Lima zurück und wurde 1820 zum Oberst befördert. Er nahm mit der vizeköniglichen Armee an den Kämpfen des nun auch in Peru selbst entbrannten Unabhängigkeitskriegs teil und wurde nach seiner Beförderung zum Brigadier im Jahre 1823 Militärgouverneur der Provinz Huamanga, Generalkommandant und Generalintendant der Region Lima und 1824 schließlich zum Gouverneur und Kommandanten der Festung Callao ernannt. Nach der vernichtenden Niederlage der Armee des Vizekönigs in der Schlacht bei Ayacucho am 9. Dezember 1824 setzte Rodil den Kampf gegen die südamerikanischen Unabhängigkeitsarmeen als einer der letzten königstreuen spanischen Kommandeure eigenmächtig fort.

### Verteidigung von Callao

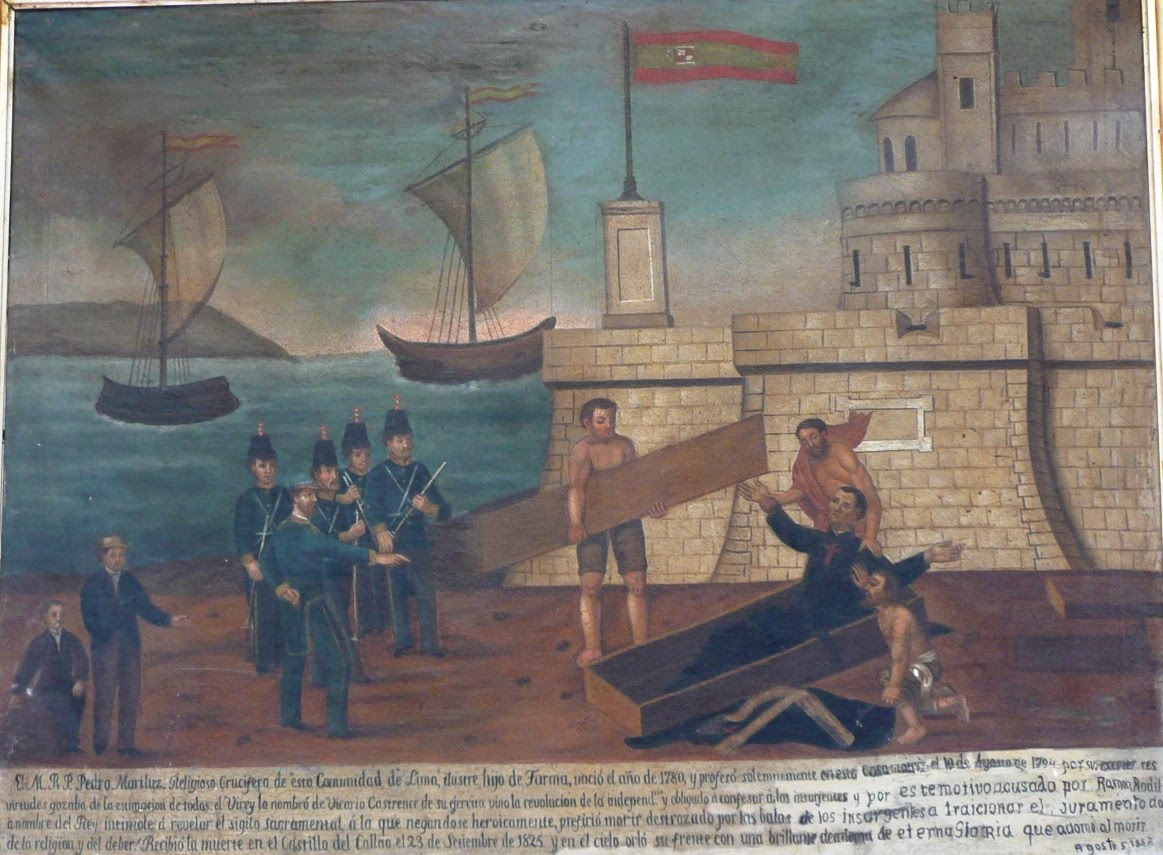
Erschießung des Priesters Pedro Marieluz auf Befehl Rodils in der belagerten Festung Real Felipe.

Im Frühjahr 1824, kurz nachdem die Hauptstadt Lima und der befestigte Hafen Callao nach einer royalistischen Revolte unter den Besatzungen der Forts noch einmal in spanischen Besitz gelangt waren, hatte Ramón Rodil das Kommando von Callao übernommen und in der Umgegend ein strenges Militärregime errichtet. Nach der Kapitulation des spanischen Vizekönigs am 11. Dezember 1824 zogen sich die letzten spanischen Verbände, die sich nicht ergeben wollten, unter Rodils Führung in das Fort Fortaleza del Real Felipe in der Bucht von Callao zurück, wo sie sich in der Hoffnung auf Entsatz aus Spanien einschlossen und von einem independentistischen Heer unter General Bartolomé Salom belagert wurden. Rodil leitete über viele Monate die praktisch aussichtslose Verteidigung der letzten spanischen Bastion in Südamerika, was ihm in militärischen Kreisen große Anerkennung verschaffte, persönlich allerdings auch den Ruf eines unbarmherzigen Tyrannen einbrachte, da er ein hartes Regiment unter den Eingeschlossenen führte und mehrfach Soldaten und Offiziere wegen Unzuverlässigkeit oder vermuteter Desertionspläne erschießen ließ. Bei Freund und Feind besonders gefürchtet waren die rücksichtslosen nächtlichen Raubzüge, die Rodil in der Umgebung der Festung zur Versorgung der Besatzung durchführen ließ. Erst der Verbrauch sämtlicher Vorräte und die die Drohung Simón Bolívars, eine spätere Kapitulation nicht mehr anzuerkennen, brachte die Verteidiger schließlich zur Aufgabe. Mit der Übergabe der Festung durch die 400 überlebenden Royalisten nach fast vierzehnmonatiger Belagerung am 23. Januar 1826 endete die spanische Präsenz in Südamerika. Rodil selbst erhielt die Erlaubnis, das Land auf der britischen Fregatte Briton unbehelligt zu verlassen.

### Ehrungen und Nobilitierung
Die Begnadigung und Rückschaffung nach Spanien war unter anderem von Simón Bolívar durchgesetzt worden, obwohl die republikanischen Kommandeure während der Übergabeverhandlungen die Hinrichtung Rodils als Aufrührer gefordert hatten, da die Fortsetzung des militärischen Widerstands über die offizielle Kapitulation des spanischen Vizekönigs hinaus als Rebellion gegen die rechtmäßige Regierungsgewalt gewertet wurde. Rodil reiste über Rio de Janeiro zurück in sein Heimatland, wo er im August 1826 anlangte. In Brasilien wurden er und seine britischen Reisebegleiter von Journalisten interviewt, sodass sich Berichte über sein Verhalten in ganz Europa verbreiteten und zur Bildung einer persönlichen Fama beitrugen. Er wurde von König Ferdinand VII. für Tapferkeit mit dem Titel eines Feldmarschalls (Mariscal de Campo) geehrt, mit dem Großkreuz des Ordens Isabella der Katholischen und weiteren Orden ausgezeichnet und 1831 in den Adelsstand erhoben.

### Carlistenkrieg

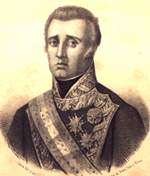
Rodil als Offizier

Bei Ausbruch des Carlistenkrieges nach der Erhebung von Isabella II. zur Königin von Spanien wurde Ramón Rodil von ihrer Mutter, der Regentin Maria Christina von Sizilien, zum Generalleutnant befördert und am 16. Oktober 1833 als Oberkommandierender der Observationsarmee an der Grenze zu Portugal mit der Verfolgung und Festnahme des Thronprätendenten Don Carlos beauftragt, der sich als rechtmäßiger Nachfolger seines verstorbenen Bruders Ferdinand betrachtete und den Thronfolgeanspruch der Kindkönigin Isabella nicht anerkannte. Rodil drang mit seiner 6000 Mann starken Streitmacht in drei Abteilungen über die Grenzen nach Portugal ein und bezog sein Hauptquartier in Gouveia. Zur gleichen Zeit ging in Portugal der Miguelistenkrieg zu Ende, in dem der mit Carlos verbündete portugiesische König Michael den Thron an seine Nichte Maria verlor, die dem liberalen Lager nahestand und von Spanien unterstützt wurde. Die Gefangennahme von Carlos von Bourbon gelang jedoch nicht, sodass dieser mit britischer Hilfe aus Portugal nach England fliehen konnte. Beim Rückmarsch nach Spanien schleppte Rodils Armee die Cholera, die zu dieser Zeit in Portugal und in der Extremadura grassierte, in das Umland von Madrid ein, worüber Zeitzeugenberichte aus Buitrago existieren.
Rodil marschierte nun zunächst nach Burgos und wurde zum Oberkommandierenden der Nordarmee ernannt. Dazu erhielt er den Titel eines Generalkapitäns (Capitán General) der baskischen Provinzen und wurde am 1. Juli 1834 als Vizekönig von Navarra eingesetzt. Neben der Bekämpfung der aufständischen Carlisten war mit dem Auftrag wiederum die Aufgabe verbunden, den im Schutz der Triumphe seiner Anhänger nach Nordspanien zurückgekehrten Don Carlos in seine Gewalt zu bringen. Als nach zahlreichen Misserfolgen und Niederlagen in den Kämpfen gegen den carlistischen Truppenführer Zumalacárregui die Gesamtlage immer kritischer wurde und ein Sieg der Carlisten greifbar schien, wurde Rodil von seinem Kommando abberufen und am 11. März 1835 zum Generalinspekteur der Infanterie ernannt. Die Nachfolge als militärischer Führer der christinischen Verbände in Nordspanien übernahm Baldomero Espartero, dem Ende 1836 die Befreiung Bilbaos gelang und der Don Carlos und die carlistischen Generäle in den folgenden Jahren immer stärker in die Enge zu drängen und letztlich zur Aufgabe zu bewegen vermochte. Rodil wurde 1836 Minister und amtierte im gleichen Jahr auch als Generalkapitän von Aragonien und Oberkommandierender der Armee in Zentralspanien.

### Politische Karriere

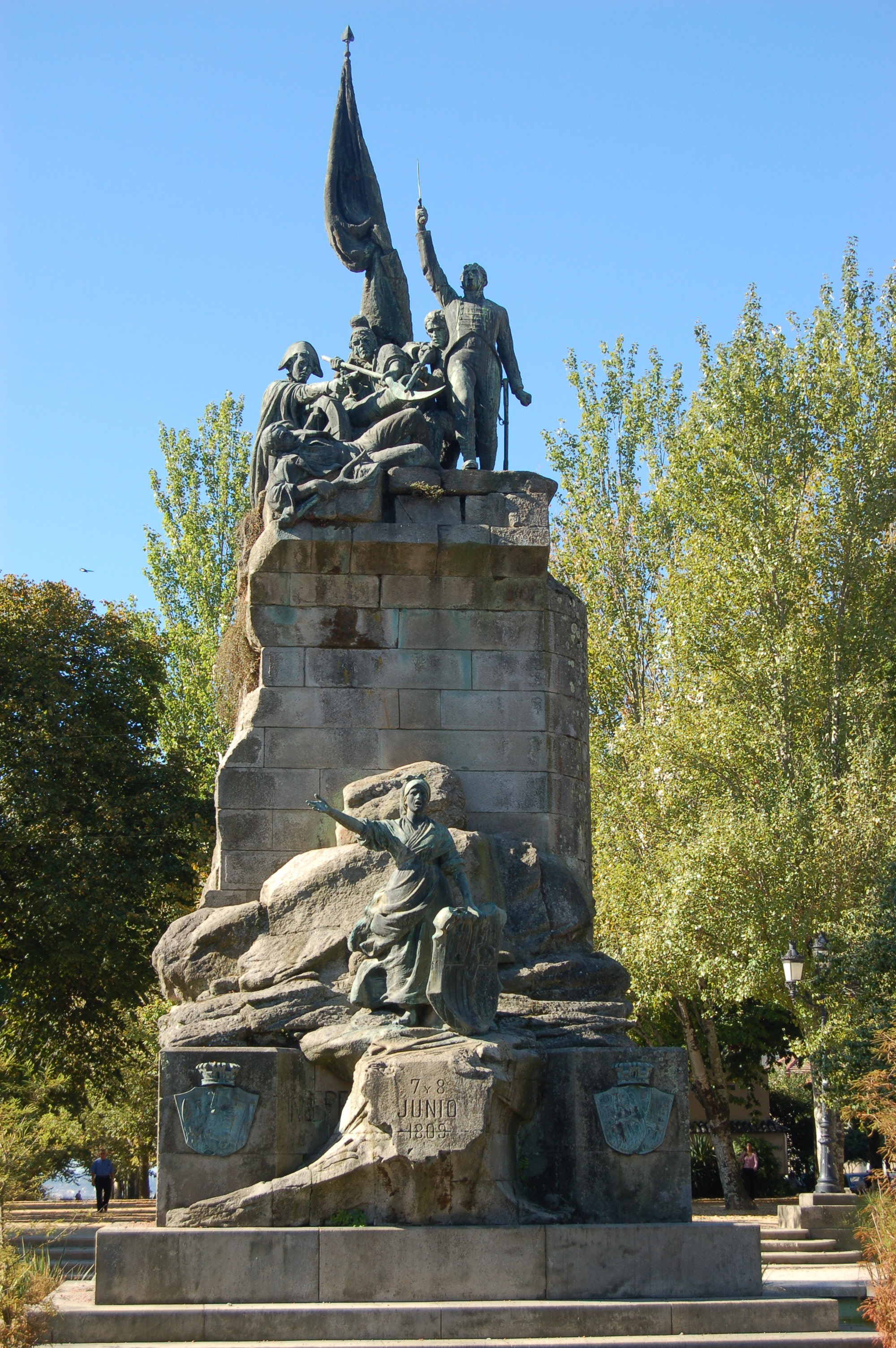
Denkmal für den Überraschungssieg der spanischen Guerilla gegen die französische Armee am Flussübergang von Pontesampaio am 7. Juli 1809, der die Befreiung Galiciens von der napoleonischen Herrschaft einleitete. Ramón Rodil, der selbst aus Galicien stammte, hat als junger Offizier an der Schlacht teilgenommen.

Rodil gehörte als Vertreter der Königin seit 1834 und zunächst bis 1836 dem Senat an und hatte 1834 für einige Monate das Amt des Vizekönigs von Navarra inne. Am 27. April 1836 wurde er zum Kriegsminister im Kabinett von Juan Álvarez Mendizábal ernannt. Dieses Amt übte er bis zum Ende von Mendizábals Amtszeit am 15. Mai 1836 aus, ehe er vom 20. August bis zum 26. November 1836 erneut als Kriegsminister der Regierung von José María Calatrava angehörte.
Am 24. Juli 1839 sowie am 1. Februar 1841 wurde er darüber hinaus zum Abgeordneten des Kongresses gewählt, wo er den Wahlkreis Lugo vertrat. Vom 29. Oktober 1840 bis zum 17. Juni 1842 war er erneut Generalinspekteur der Infanterie sowie der Armee in Nordspanien. 1841 wurde er zum Generalkapitän befördert.
Aufgrund seiner engen Verbindung zu dem von den Cortes Generales zum Regenten gewählten General Espartero wurde Rodil von diesem am 17. Juni 1842 zum Ministerpräsidenten (Presidente del Gobierno) ernannt. In seinem Kabinett übernahm er zugleich das Amt des Kriegsministers. In der Wahlperiode von 1842 bis 1843 war er außerdem als Vertreter der Provinz Ávila erneut Mitglied des Senats. Nachdem er sich dem immer diktatorischer regierenden Espartero entfremdet hatte, der kurz vor seinem Sturz auch im liberalen Lager an Zustimmung verlor und mit Rodil zuletzt in persönlichem Zwist lag, musste Rodil sein Amt am 9. Mai 1843 nach knapp einjähriger Regierung aufgeben und zog sich aus der Politik zurück.

### Polizeigeneral unter Isabella II.
Nach dem Sturz Esparteros und der Rückkehr der 1843 für volljährig erklärten Königin wurde Rodil Generalkommandant der königlichen Palastgarde (Cuerpo de Alabarderos). Zugleich war er mit dem Aufbau des Karabinerkorps (Cuerpo de Carabineros) befasst, einer Grenz- und Fiskalpolizei, deren erster Generalinspekteur er wurde. Das Konzept hatte er in seiner Amtszeit als Ministerpräsident entwickelt und teilweise bereits realisiert. Die ursprünglich als paramilitärische Nationalmiliz mit Grenzschutz- und Polizeiaufgaben errichteten Karabiner wurden von Rodil vollständig militarisiert und dem Kriegsministerium unterstellt und zu einer stehenden Truppe umfunktioniert. Das Korps blieb bis zu seiner Überführung in die Guardia Civil im Jahre 1940 bestehen. Daneben fungierte Rodil zeitweise als Inspekteur der Volksmilizen.
Für seine Verdienste wurde Rodil am 17. Oktober 1849 zum Senator auf Lebenszeit (Senador Vitalicio) ernannt.

### Nachwirkungen
José Ramón Rodil ist vor allen Dingen als heroischer Verteidiger von Callao gegen die peruanischen Befreier in die Geschichte eingegangen, eine Episode seines Lebens, die in der Historiographie alle übrigen Taten Rodils überschattet. In der peruanischen Geschichtsschreibung wurde er meist negativ beurteilt (etwa bei Paz Soldán und besonders Mendiburo), allerdings zollte man ihm dennoch Respekt für seine Unbeugsamkeit und sein militärisches Heldentum und Geschick. So widmete ihm der erst 19-jährige Dichter Ricardo Palma noch zu Lebzeiten ein verklärend-romantisches Theaterstück mit dem schlichten Titel Rodil, das 1852, im Jahr vor Rodils Tod, im Teatro Principal von Lima uraufgeführt wurde. In seiner Erzählung El secreto de confesión („Das Beichtgeheimnis“) aus dem Jahr 1886, das die Erschießung des Priesters Pedro Marieluz auf Befehl Rodils in der Endphase der Belagerung thematisiert, befasste sich Palma erneut mit Rodil und zeichnete ihn diesmal als jähzornigen, paranoiden und rücksichtslosen Tyrannen.
Rodil selbst sah sich durch die anhaltende Kritik an seiner Rolle bei der Verteidigung Callaos zur Abfassung einer Rechtfertigungsschrift veranlasst, in der er unter Beigabe zahlreicher sorgfältig edierter Dokumente, Pläne und militärhistorischer Zeugnisse seine Sicht der Belagerung schildert und sein Vorgehen ausführlich argumentativ begründet. Die Schrift Memoria del sitio del Callao lagerte mehr als 100 Jahre unveröffentlicht in der Bibliothek des Königspalastes in Madrid und wurde erst 1955 als Dokument „von großem historischen Interesse“ in Sevilla veröffentlicht. Mit dem Titel Las últimas banderas wurde die Belagerung der Fortaleza Real Felipe unter der Regie von Luis Marquina 1957 in Madrid verfilmt (Kamera: Enrique Guerner); Rodil wird in dem Bürgerkriegsdrama von Fernando Fernández de Córdoba (1897–1982) verkörpert, einem Schauspieler, der als Radiosprecher im Spanischen Bürgerkrieg bekannt geworden war, weil er die täglichen Kriegsbulletins aus dem Hauptquartier General Francos im Radio Nacional de España verlas.

## Quellen

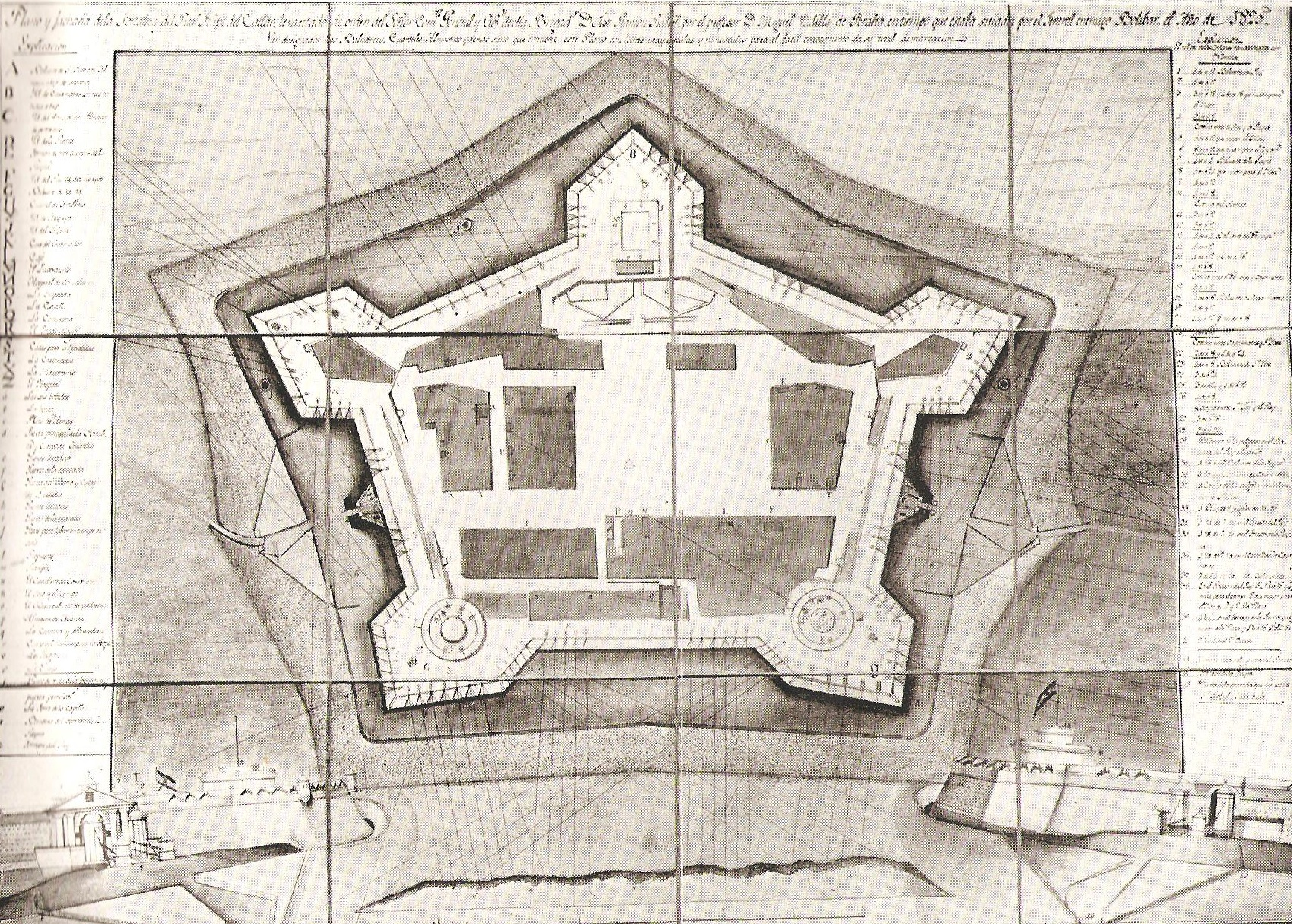
Planskizze der Festung Real Felipe in Callao (1825); eigenhändige Zeichnung José Ramón Rodils aus seinen Erinnerungen